# 中国朝鮮関係史

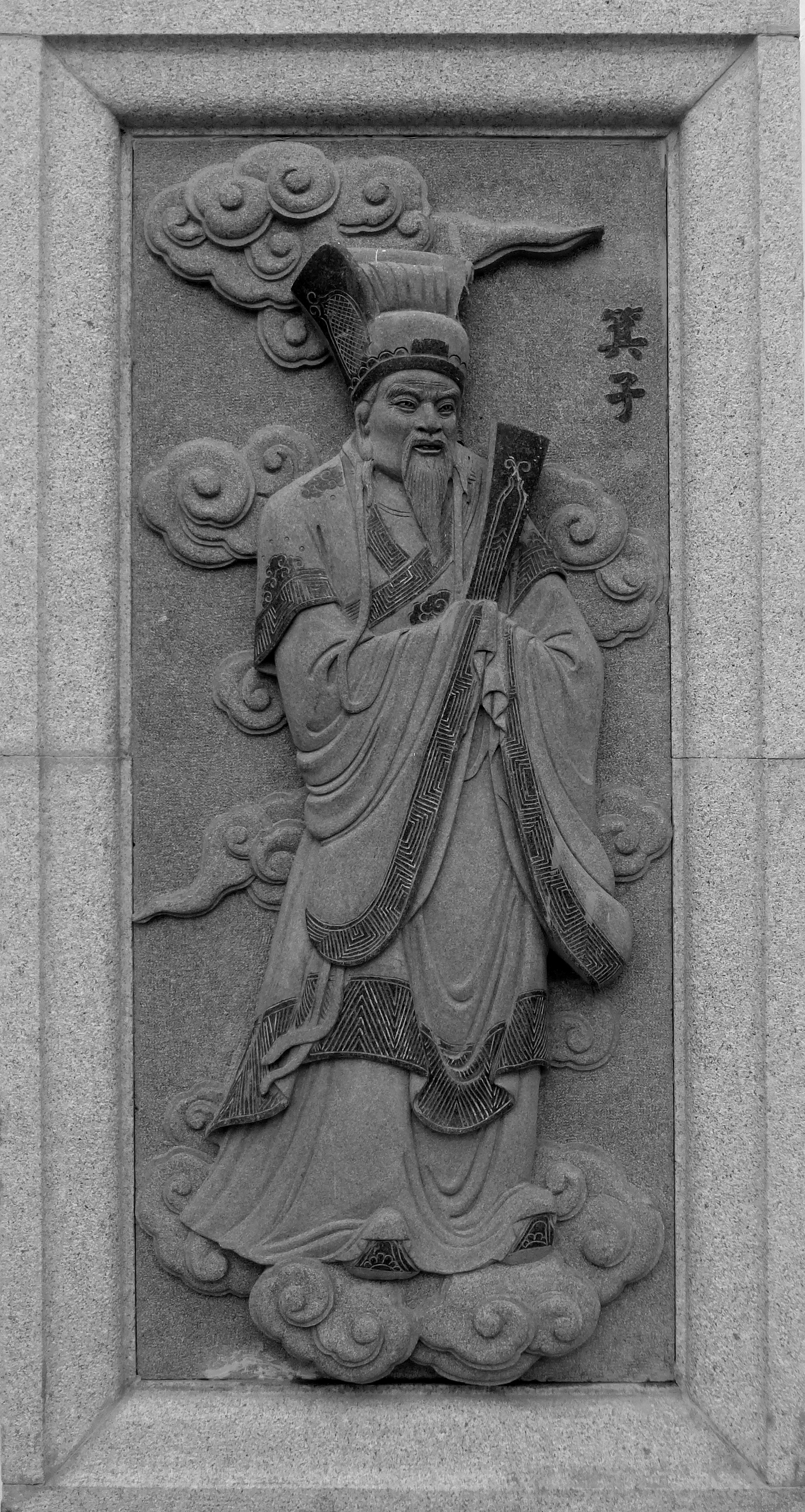
箕子

中国朝鮮関係史（ちゅうごくちょうせんかんけいし）は、中国と朝鮮との関係の歴史である。なお、どの範囲を中国や朝鮮とするかについても議論があるが、その点についても説明する。また、遼・金・元・清など中国の征服王朝も含める。
古代から現代に至るまで、朝鮮は中国の圧倒的に大きな影響を受け続けてきた。政治的には、朝貢冊封関係を続け、独自の元号を持つことなく中国のそれを使い、漢姓漢名だった。文化的には、朱子学、小中華主義などがある。

## 紀元前

漢四郡

朝鮮史の始期から、中朝間には深い関係があった。70万年前、朝鮮半島・満州地域に人が住み始める。はじめて朝鮮に統一的な勢力を形成したのは、神を信じる部族とクマを崇敬する部族の二つの部族だったという。そして両者が連合して壇君を戴き、檀君朝鮮を建国したという。壇君という栄光の王が実在した、あるいは檀君が築いたとされる王国檀君朝鮮が存在したという証拠はほとんどなく、壇君が実在の人物だった可能性はゼロに近い、と研究者は語っている。
周の武王が箕子を朝鮮侯に封じ、箕子が殷の遺民を率いて東方へ赴き建国したのが箕子朝鮮である。燕の将軍だった衛満が、衛氏朝鮮を建てるが、漢に滅ぼされ漢四郡が置かれる。高句麗が興るが、これを中国の地方政権とするか、朝鮮の歴史に含めるかについては議論がある（高句麗#歴史論争：高句麗の歴史帰属をめぐる問題）。
- 紀元前194年 衛満が、箕子朝鮮を滅ぼし、衛氏朝鮮を建てる[4]。
- 紀元前128年 前漢が蒼海郡を設置[4]。
- 紀元前108年 前漢が、衛氏朝鮮を滅ぼし、漢四郡（楽浪郡・真番郡・臨屯郡・玄菟郡）を置く[4]。
- 紀元前82年 真番郡・臨屯郡を廃する[4]。
- 紀元前75年 玄菟郡を西に移し、半島には楽浪郡だけとなる[4]。
- 紀元前37年 高句麗が成立[4]。

## 紀元後
遼東公孫氏が朝鮮半島の北西部を支配し帯方郡を置くが、その後、楽浪郡と帯方郡は魏から西晋に引き継がれる。
朝鮮半島の南部は三韓(馬韓、弁韓、辰韓)と呼ばれる諸小国が分立していたが、それぞれの諸小国には首長がおり、大きな首長を臣智といい、それに次ぐものを邑借と呼んだが、臣智とは「臣たるもの」の謂であり、中国皇帝に対する臣下のことであり、それを諸小国の首長の立場から表現したものである。
- 12年 王莽が高句麗王騶を殺し[4]（瑠璃明王#中国史書の記述）、高句麗を下句麗とする。
- 32年 高句麗が後漢に入貢し、王と称する[4]。
- 167年 玄菟太守の公孫琙が高句麗を討つ[4]。
- 204年 公孫氏が帯方郡を置く[4]。
- 238年 魏が公孫氏を滅ぼし、帯方郡を支配[4]。
- 244年 魏の毌丘倹が高句麗の都である丸都城（現在の集安市）を占領[4]。
- 294年 鮮卑慕容部の大人の慕容廆が高句麗を攻撃[4]。
- 313年 高句麗が楽浪郡を滅ぼし、帯方郡も滅びる[4]。
- 342年 前燕の慕容皝が高句麗を討ち丸都城を占領[4]。
- 372年 前秦から高句麗に仏教伝来。
- 377年 高句麗と新羅が前秦に入貢[4]。
- 384年 東晋から百済に仏教伝来。
- 436年 北燕天王の馮弘が高句麗に亡命するが翌年殺される[4]。
- 458年 百済の蓋鹵王が南朝宋から鎮東大将軍の爵号を受ける。
- 472年 百済の蓋鹵王が北魏に使者を送り、高句麗出兵を求めるが、出兵を得られず。

隋の煬帝の治世、朝鮮半島をめぐり隋と高句麗との関係が緊張したとき、国際通の政治家、裴矩は煬帝に朝鮮半島領有の必要を説いて次のように言った。
高句麗は隋からの攻撃は撃退したが、唐と新羅が同盟（唐・新羅の同盟）を結び、百済と高句麗を滅ぼした。
- 598年 第1次隋の高句麗遠征。
- 612年 第2次隋の高句麗遠征。
- 613年 第3次隋の高句麗遠征。
- 614年 第4次隋の高句麗遠征。
- 624年 高句麗に道教公伝。
- 644年 第1次唐の高句麗出兵。
- 648年 新羅が唐に救援を求める。
- 650年 新羅が独自の元号を廃し唐の元号を用いる。
- 660年 唐と新羅が百済を滅ぼす（唐・新羅の同盟）。
- 661年 第2次唐の高句麗出兵。

## 白村江の戦い後

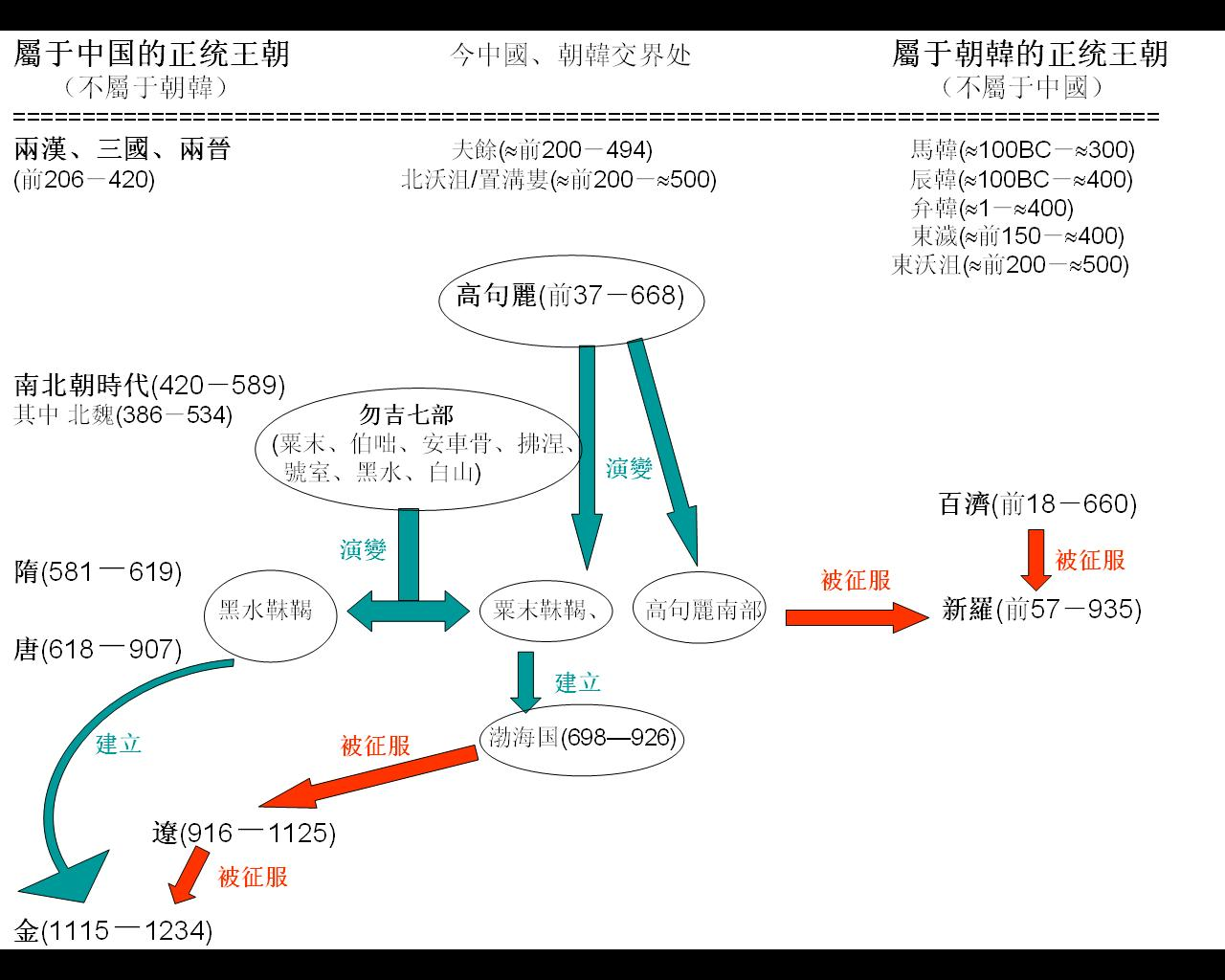
高句麗の系統が新羅（後の朝鮮民族の母体）と金（後の満州族の母体）に分割され、渤海の系統が金に発展している

唐は、熊津都督府・安東都護府・鶏林州都督府を置いて朝鮮全体を支配しようとするが、唐・新羅戦争の結果、唐は撤退し、新羅が朝鮮半島の中南部を支配する。一方、渤海が興り、高句麗の旧領土の大部分を支配する。渤海については、大韓民国では朝鮮の一部として南北国時代と称しているが、中華人民共和国では中国の少数民族による地方政権とする（渤海 (国)#歴史論争：渤海の歴史帰属をめぐる問題）。新羅は中国の制度を取り入れ、人名も中国風に変えた。張保皐が中国から朝鮮にわたる海上勢力を作った。
- 663年 白村江の戦いで唐・新羅連合軍が倭国・百済遺民の連合軍を破る。
- 668年 唐の高句麗出兵により高句麗が滅亡。唐は平壌に安東都護府を置く[4]。
- 670年 唐・新羅戦争始まる。新羅は戦争中も唐との朝貢冊封関係を維持し、唐の年号を使い続けていた。
- 676年 唐が朝鮮半島から撤退。
- 698年 靺鞨の大祚栄が震国（後の渤海）建国[4]。
- 713年 大祚栄が唐から渤海郡王に冊封される。
- 846年 弓福（張保皐）の乱。
- 958年 新羅が科挙制度導入。

10世紀初に唐が滅んだ後、渤海も滅び、高麗が新羅に代わる。高麗は渤海からの遺民を多く受け入れた。高麗は五代や宋に服属していたが、遼（契丹）に攻められ遼に服属する。高麗は渤海が滅んだ後の地にいた女真を侵略して領土を北に広げるが、女真が金を建て遼を滅ぼすと、高麗は金に服属する。
- 926年 遼が渤海を滅ぼし、東丹国を置く[4]。
- 933年 高麗が後唐の冊封を受ける。
- 963年 高麗が宋に服属[4]。
- 993年 契丹の高麗侵攻 、高麗は遼に服属するが、江東6州を得る。
- 1010年 契丹が高麗の都である開京を占領。
- 1016年 高麗がまた宋の年号を使う[4]。
- 1018年 契丹がまた高麗に侵入するが大敗する（亀州大捷）。
- 1022年 高麗が契丹の年号を使う[4]。
- 1033年～1044年 契丹に備え千里長城を建設[4]。
- 1080年 『小華集』。
- 1107年 高麗の尹瓘が女真を侵略し東北九城を築くが、翌年に女真に返して撤退する。
- 1126年 高麗が金に服属する[4]。

## モンゴルによる侵攻後
高麗は13世紀にモンゴル帝国（元）の侵攻を受け支配下に入った。代々の高麗王の世子（世継ぎの太子）はモンゴル貴族や皇族の婿となって元朝の宮廷で暮らし、父の死後、高麗王に任命されるのが習慣となる。高麗王の母は、みなモンゴル人となり、4代の高麗王は元皇帝の娘婿となる。元は高麗を服属させた後に征東等処行中書省（征東行省）を設置し、朝鮮半島全土に及ぶ行政・政治・軍事の執行機関とした。また元は朝鮮半島北西部に東寧府を、北東部に双城総管府を、済州島に耽羅総管府を置いて支配した。
高麗は、400年間にわたり「日和見主義」「つねに長いものにまかれる式でやってきた」「事実上モンゴル帝国の国内の一封建領主」となる。小島毅は、「元王朝の時代、韓国の高麗王朝はモンゴル帝国の属国」と評している。
- 1232年 モンゴルの高麗侵攻が始まる。江華島へ遷都。
- 1258年 双城総管府。
- 1259年 高麗の太子（のちの元宗）がフビライに降り、モンゴル帝国（元）の属国化。
- 1259年 蒙古に服属、太子、蒙古に赴く[4]。
- 1260年 忠烈王は、大ハーンに即位したフビライの娘婿となる。
- 1363年 木綿伝来。
- 1270年 蒙古が高麗から慈悲嶺以北を奪い東寧府を設置[4]。高麗の完全植民地化。
- 1273年 三別抄の乱を元の力で鎮圧。耽羅総管府(～1290)。
- 1274年 文永の役（元寇、中国の呼称：第一次元日戰爭、朝鮮の呼称：第1次日本遠征 제1차 일본원정）
- 1278年 辮髮・胡服令。
- 1281年 弘安の役（元寇、中国の呼称：第二次元日戰爭、朝鮮の呼称：第2次日本遠征 제2차 일본원정）
- 1287年 元の征東行省が常設され、元朝の領土化。
- 1289年 哈丹の寇により都を江華島に移す。
- 1290年 東寧府を高麗に返す[4]。
- 1290年～1291年 哈丹の侵寇[4]。
- 1302年 忠烈王元廷訪問、元室との通婚[4]。
- 1325年 忠宣王、元に客死[4]。

元が衰えると独立し、北方の領土を回復した。明が興ると高麗に代わって親明を掲げる李氏朝鮮が建国され、明に朝貢した。当初は明から権知朝鮮国事とされ、国王にはしてもらえなかった。李氏朝鮮の国王は、中国皇帝がいる北京の方向に向かって遥拝する望闕礼という儀式を行っていた。李氏朝鮮は女真を侵略し、北部に領土を広げた。
- 1354年 恭愍王による反元運動が始まる。
- 1356年 元軍が高麗から撤退（双城総管府を回復）。元の年号を止める。江西八站を攻略[4]。
- 1359年～1362年 紅巾の乱が高麗に侵入し、開京を占領。
- 1370年 明の年号を用いる[4]。

李氏朝鮮の初代国王李成桂は1392年、明が冊封した高麗王の禑王、昌王と恭譲王を廃位して高麗王位を簒奪して高麗王を称した後、すぐに明に使節を送り、権知高麗国事としての地位を認められたが、洪武帝は王朝が交代したことで、国号を変更するよう命じた。これをうけた李成桂は、重臣達と共に国号変更を計画し、朝鮮と和寧の二つの候補を準備し、洪武帝に選んでもらった。和寧は李成桂の出身地の名であったが、北元の本拠地カラコルムの別名でもあったので、洪武帝は、前漢の武帝にほろぼされた王朝（衛氏朝鮮）の名前であり、平壌付近の古名である朝鮮を選んだ。そして李成桂を権知朝鮮国事に封じたことにより、朝鮮は正式な国号となった。和寧が単に李成桂の出身地であるだけなのに対し、朝鮮はかつての衛氏朝鮮・箕子朝鮮・檀君朝鮮の正統性を継承する意味があったことから本命とされており、国号変更以前からそれを意識する儀式が行われていた。国号が朝鮮という二文字なのは、中国の冊封体制に、新王朝の君主が外臣として参加して、一文字の国号を持つ内臣より一等級格下の処遇を与えられていることを意味する。
李成桂は、「権知高麗国事」を正式に名乗ったが、「知」「事」が「高麗」を囲んでおり、「権」は日本の権大納言・権中納言と同じで「副」「仮」という意味であり、「権知高麗国事」とは、仮に高麗の政治を取り仕切る人という意味である。このように李成桂は、事実上の王でありながら、「権知高麗国事」を名乗り朝鮮を治めるが、それは朝鮮王は代々中国との朝貢により、王（という称号）が与えられたため、高麗が宋と元から王に認めてもらったように、李成桂も明から王に認めてもらうことにより、正式に李氏朝鮮となる。小島毅は、「勝手に自分で名乗れない」「明の機嫌を損ねないように、まずは自分が高麗国を仮に治めていますよというスタンスを取り、それから朝貢を行い、やがて朝鮮国王として認めてもらいました」と評している。
国号を洪武帝に選んでもらったことは、事大主義を象徴していると揶揄されるが、新王朝が擬定した朝鮮の国号は、朝鮮初である檀君朝鮮と朝鮮で民を教化した箕子朝鮮を継承する意図があり、首都が漢陽に置かれたのは、檀君朝鮮と箕子朝鮮の舞台であるためである。新王朝は、檀君と箕子を直結させることにより、正統性の拠り所にする意図を持っていた。朝鮮という国名は、殷の賢人箕子が、周の武王によって朝鮮に封ぜられた故事に基づく由緒ある中国的な呼称であるため、洪武帝は、新王朝が箕子の伝統を継承する「忠実な属国」となり、自らは箕子を朝鮮に封じた周の武王のような賢君になりたいと祈念した。従って、中国への事大主義を国是とする新王朝が、周の武王が朝鮮に封じた箕子の継承を意図する朝鮮の国号を奏請したことは適切であった。
- 1388年 崔瑩、遼東を攻める[4]。
- 1388年 親明派の武将李成桂がクーデターを起こし実権者になる（威化島回軍）。
- 1392年 李成桂が高麗の恭譲王から王位を簒奪し、高麗王に即位。明より権知高麗国事として認められる。
- 1393年 李成桂が権知朝鮮国事に冊される。明の皇帝に、国号を「朝鮮」と「和寧」の2案から「朝鮮」を選んでもらう。
- 1401年 明から朝鮮国王へ冊封される。
- 1437年 六鎮[4]。
- 1443年 訓民正音の制定（1446年公布）。
- 1443年 四郡（ko:사군）。
- 1460年 オランカイ、会寧に入寇[4]。野人女真を攻撃[4]。
- 1467年 建州女真を討つ[4]（李滿住）。
- 1479年 朝鮮軍、明軍とともに女真と戦う[4]。
- 1491年 野人女真を攻撃[4]。
- 1502年 西北の人口希薄の地に、南方人を移住さす[4]。
- 1504年 夷三族法を立つ [4]。
- 1523年 野人閭延等の地を侵す [4]。
- 1568年 平安道の女真を放逐 [4]。
- 1571年 明の李成梁、鴨緑江畔に築塁、朝鮮これを撤去せしむ[4]。
- 1583年 女真人、慶源に拠る、朝鮮これを逐う[4]。（尼湯介이탕개/니탕개の乱）

## 大航海時代後

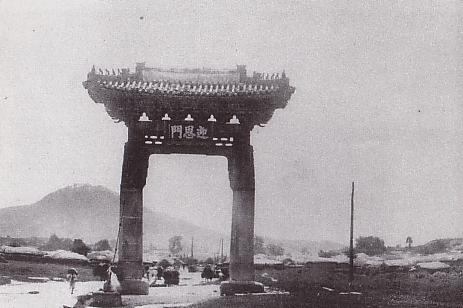
大清帝国の使者を迎えるための迎恩門

16世紀に豊臣秀吉に国土の大半を征服されるが、明の救援と秀吉の死去により国土を回復した。厳密には、豊臣秀吉は朝鮮を相手にしたのではなく、その意図は、明の征服にあり、そのために軍隊を通すことを朝鮮に要求して断られたため、無礼だとして出兵に及んだ。朝鮮が断るのは当然で、朝鮮は、明の朝貢国であり、朝鮮国王（李氏）は世襲であったが、制度的には明の皇帝からそう任じられることで朝鮮国王たりえていた。豊臣秀吉は、それ以前に外交関係があったことから、明と朝鮮の国冊封関係は知っていたはずであり、明は冊封関係にある朝鮮を保全するため、援軍を派遣し日本軍と戦った。朝鮮では「崇明反清」の思想が強く、自らを明の後を継ぐ小中華とし、清をオランケ、野蛮人として侮蔑していた。明が滅び清に冊封されても、私的には崇禎や永暦などの明の年号を使い続け、大報壇を作って明の皇帝を祀っていた。朝鮮の一部では清の学問を学ぶ北学も生まれたが、広まることはなかった。また清から朝鮮にキリスト教（西学）が流入したが、何回も弾圧を受け、多くの犠牲者が出た。
- 1592年～1596年 文禄の役（朝鮮の呼称：壬辰倭乱）
- 1597年～1598年 慶長の役（朝鮮の呼称：丁酉再乱）
- 1600年 明軍、朝鮮から撤退[4]。
- 1616年 光海君の明・金中立外交。
- 1619年 サルフの戦い。
- 1620年 後金の兵、朝鮮に入る[4]。
- 1627年 丁卯胡乱。
- 1630年 劉興治（ko:유흥치）の乱、明将を殺し椵島（ko:가도 (철산군)）に拠る[4]。
- 1636年 丙子の乱。
- 1637年 三田渡の盟約。明に替わり、清に服属。大清皇帝功徳碑。 王子、清の人質となる。清の年号を用いる。
- 1641年 清攻撃の策謀発覚し、清、朝鮮を責める[4]。
- 1643年 キリスト教伝わる[4]。
- 1653年 初めて洋暦を行う[4]。
- 1654年、1658年 羅禅征伐（ko:나선정벌）。
- 1705年 大報壇を設け、明の神宗を祀る[4]。
- 1712年 白頭山に定界碑を建立。
- 1716年 祠を南原に建て秀吉の朝鮮役に戦死した明将を祭る[4]。
- 1778年 朴斉家が中国に行く。『北学議』。
- 1780年 朴趾源が中国に行く。『熱河日記』。
- 1784年 李承薫が北京から朝鮮に天主教の書籍を持ち込む[4]。
- 1791年 辛亥邪獄。
- 1794年 清人の宣教師周文謨（中国語版）がソウルに入る[4]。
- 1801年 辛酉邪獄。
- 1815年 乙亥迫害。
- 1827年 忠清道・全羅道でカトリック弾圧。
- 1839年 己亥迫害、フランス人神父などを殺害。
- 1866年 丙寅教獄。

19世紀末には日本、清、ロシアが朝鮮半島をめぐって対立する。日清戦争での日本の勝利のおかげで、朝鮮は中国との長きにわたる冊封体制から離脱。国号も、中国によって決められていた朝鮮から、独自に大韓帝国へと変更して独立する。それまでの漢文に変わってハングルが公的に使われるようになる。朝鮮国王は皇帝に昇格し、それまで中国皇帝だけが行っていた祭天儀式を行うため圜丘壇を建てた。また間島などに朝鮮人が移住していった。
- 1882年 6月、壬午軍乱、漢城府駐留の清国軍が興宣大院君を捕捉して清国に連行する。10月、清国と朝鮮は河北省天津において中朝商民水陸貿易章程を締結した。
- 1884年 甲申政変、清軍の介入により開化派のクーデターは失敗に終わる。
- 1885年 天津条約 (1885年4月)、日本と清は朝鮮に出兵する場合は相互通知。
- 1885年 興宣大院君が袁世凱に伴われて帰国[4]。
- 1885年 清鮮電信協約[4]。
- 1894年 甲午農民戦争（東学党の乱）。大院君派と閔妃派の対立が深まる。朝鮮は日清戦争で戦場となる。甲午改革（～1896年）。

## 日清戦争後
中国が正式に朝鮮を独立国として認めたのは、19世紀末の日清戦争敗北後、朝鮮を植民地にしようという日本の意図だった 。   終戦後、中国の李鴻章と日本の伊藤博文との間に結ばれた下関条約第1条まさに「朝鮮国が完全無欠な独立国であることを承認する」というものであった。中国は、西洋列強による攻勢により、次々と属国を失うなか、満身創痍になっても最後まで宗主国であり続けたのが朝鮮だった。しかし、列強による中国分割により、中国は、香港島・九龍半島のイギリスへの割譲、台湾の日本への割譲、租界・租借地・勢力範囲の設定、ベトナムや朝鮮などの属国を喪失する。
清朝の打倒を目指した革命家たちは、中国の植民地だった朝鮮を失うことを悲しみ、「朝鮮は明朝の時代から中国の臣下だった」として、永遠に中国に服属すべきであると考えていた。また、朝鮮は四夷の一つであったことから、辛亥革命を経て政権を握った革命家たちは、常に四夷の領土を欲しがるようになり、「宗族論」「邊政學」が誕生した。
1928年5月、中国国民党が南京において排日教育方針を決議し、馬関条約、義和団の乱、対華21カ条要求の撤回、沖縄、台湾、朝鮮、関東租借地の返還を主張している。佐々木秀一『時局と教育的対策』（明治図書、1938年11月）によると、中国国民党による排日教育の内容は以下である。なお、朝鮮、沖縄、台湾の領有権は言及しているが、日本帝国主義によって奪われたと主張する尖閣諸島の領有権について、何ら触れていないのが興味深い。
- 1895年 日清戦争で清が敗れ、下関条約で朝鮮が独立国であることを日本が確認する。朝鮮から清への貢・献上・典礼等は廃止される。
- 1896年 朝鮮独自の年号、建陽を制定。
- 1897年 朝鮮は清の冊封体制から離脱し、朝鮮国から大韓帝国と国号を改め、王は皇帝を名乗る。10月12日圜丘壇で皇帝即位式。
- 1909年 間島協約、朝鮮と清の国境が定まる。
- 1910年 韓国併合、日本に併合。
- 1931年 万宝山事件、朝鮮排華事件。
- 1941年 大韓民国臨時政府主席の金九の念願だった大韓民国臨時政府が公式の亡命政府として認められようとしたとき、中国国民党はその期待を無視して、大韓民国臨時政府に「韓国光復軍行動準縄」を強き、大韓民国臨時政府を中国軍の参謀総長の統制下に置いた。アメリカ国務省文書によると、大韓民国臨時政府の趙素昻外相が駐華アメリカ大使に、「日本崩壊の後、朝鮮半島を宗主権の中に再び組み入れようとする中国の欲望のためだ」「中国が日本の降伏後に、再び韓国を中国の宗主権の下に置こうとしているためかもしれない」と訴え、中国が朝鮮半島の宗主権を復元しようとしているという説明をおこなう[25][26]。

## 太平洋戦争後
第二次世界大戦後、朝鮮半島はアメリカ合衆国とソビエト連邦が分割占領し、大韓民国と朝鮮民主主義人民共和国ができた。朝鮮戦争には建国間もない中華人民共和国も参戦し、大きな被害を出した。韓国は第二次世界大戦後、経済発展がもたらした自信と中国の相対的な停滞のなかで、名実共に中国の属国ではなく、独立国として、中国に接することができた。
- 1948年 大韓民国と朝鮮民主主義人民共和国（北朝鮮）ができる。
- 1950年6月25日 北朝鮮の朝鮮人民軍が38度線を南侵し朝鮮戦争が勃発。
- 1950年10月  中国共産党の中国人民志願軍が朝鮮戦争に参加。
- 1952年 中国が以前の間島を延辺朝鮮族自治区とする。
- 1953年7月27日 板門店で朝鮮戦争休戦協定が調印され、現在の軍事境界線が敷かれる。
- 1955年 延辺朝鮮族自治区が延辺朝鮮族自治州となる。
- 1956年8月29日 北朝鮮の8月宗派事件で、ソ連派の朴昌玉、延安派の崔昌益などが金日成に粛清される。
- 1958年10月 北朝鮮に駐留する中国人民志願軍が撤退[4]。
- 1961年7月11日 中朝友好協力相互援助条約締結。
- 1962年10月12日 中朝辺界条約締結。
- 1966年8月 北朝鮮が中国批判[4]。
- 1970年4月 周恩来首相が12年ぶりに北朝鮮訪問[4]。
- 1975年4月 金日成が中国を訪問[4]。
- 1983年6月 後継者に内定した金正日が中国を訪問し、帰国後に鄧小平の改革開放を批判[27]。
- 1987年11月29日 大韓航空機爆破事件発生。北朝鮮の国家ぐるみで実施したテロ行為だった、これはソ連や中国といった旧“東側諸国”の有力国家（大国）のコントロールを離れて行ったものであり、その上で「朝鮮半島有事には中ソの支援を要求する」という身勝手ぶりに、ソ連と中国は北朝鮮との距離をとるようになる。中国はソウルオリンピック参加を正式決定。当初ボイコットをほのめかしていたソウルオリンピックに北朝鮮以外の東側国家が参加を表明したのも、この一連の流れが原因である。
- 1990年 中国政府の提案[28][29] で構想されたUNDPの図們江開発計画が頓挫。
- 1991年 金日成が生涯最後の外遊で中国を訪問し、鄧小平の説得で羅津・先鋒経済貿易地帯を設置[30]。
- 1992年 中韓国交正常化。瀬島龍三伊藤忠商事会長は戦後に経済協力を通じて東洋の平和を実現するという考えを抱いていため、1986年に中国の鄧小平ラインの人物を紹介していた。それが当時韓国大統領であった盧泰愚と鄧小平を結び、国交正常化の決定的な役割をした[31]。韓国は台湾と断交して中国と国交を樹立し、盧泰愚が韓国の大統領で初めて訪中、中国は銭其琛が訪朝して金日成と意見調整[32]。
- 1997年 理論面で北朝鮮の体制を支えてきた黄長燁が北京の韓国大使館から亡命。
- 2000年5月 金正日が初外遊で中国を訪問し、江沢民と南北首脳会談前の意見調整[33]。
- 2001年1月 金正日が中国を再び訪れて上海を視察して改革開放に意欲を示す[34]。
- 2002年11月 新義州特別行政区行政長官だった中国人の楊斌が中国で逮捕。
- 2003年8月 第1回6カ国協議が北京で開催。
- 2008年12月 第1回日中韓首脳会談が福岡で開催。
- 2010年10月 周永康が訪朝し、金正日の隣で軍事パレードを観閲。
- 2013年2月 右派の朴槿恵が、左派の文在寅を破って、韓国大統領に就任。
- 2013年7月 李源潮が訪朝し、金正恩の隣で軍事パレードを観閲。
- 2013年12月 金正恩の後見人であり、親中派で中国との経済交流を取り仕切っていた張成沢が処刑。
- 2014年7月 習近平が韓国を訪問。
- 2015年12月 中国と韓国の自由貿易協定（中韓FTA）が発効[35]。

国交樹立以後の経済交流拡大で中国は韓国最大の貿易相手国となり、韓国国債の最大保有国にもなるも、一方で蘇岩礁（離於島）の領土問題がある。
また、前出の張成沢粛清後を境に中朝関係が停滞しており、北朝鮮の貿易の9割超を占めてきた対中貿易への依存は続くも中朝貿易は減少傾向にあり、民間でも度重なる核実験や朝鮮人民軍の脱北兵士による越境犯罪で中朝国境で北朝鮮に対する住民感情や中国世論は厳しくなっており、中国各地では反北朝鮮デモも起きている。習近平総書記はより中韓関係を強化した南北等距離外交を行っており、中国人民抗日戦争・世界反ファシズム戦争勝利70周年記念式典では韓国の朴槿恵は習近平の隣に座り、北朝鮮が派遣した崔竜海は端に座らされ、金日成の所属した東北抗日連軍の模範部隊を参観した。さらに朴槿恵は中国政府が費用全額負担で改修した大韓民国上海臨時政府庁舎の再開館式にも出席した。その後の劉雲山訪朝で中朝は再接近したが、牡丹峰楽団公演の中止にはじまり核実験で再び冷え込み、軍事パレードを金正恩の隣で閲兵した劉雲山の姿が北朝鮮の記録映画から削除された。金正恩が2018年3月25日に訪中して習近平との初めての首脳会談を行って以降、中朝関係は徐々に改善に向かいつつある。
2016年7月8日、韓国国防省と在韓米軍がTHAADミサイルを在韓米軍に配備することを最終的に決定したと発表したことに対し、中国政府は「強烈な不満と断固とした反対」を示し、中国で限韓令と呼ばれる反韓政策が勃発し、韓中関係が急速に冷え込んだ。2017年10月、韓国政府は事態を鎮静化させるため、「アメリカのミサイル防衛（MD）システムに参加しない」「THAADミサイルを追加配備しない」「韓米同盟を韓米日三国同盟にしない」といういわゆる「三不（3つのノー）」を中国政府に誓約した。これに対して『朝鮮日報』は、「国の主権はもちろん、将来の軍事主権の侵害まで認めた国家的な恥さらし」「中国に安全保障の主権を差し出す衝撃的な譲歩」「自国の安全保障政策まで縛られるという異常な状態」「自らの手足を鎖で縛るような合意に応じる国は世界のどこにもない」「なぜ自分たちを守る武器の追加配備はしないなどと第三国と約束するのか。米国のMD参加や他国との軍事同盟もわれわれ自ら決めることであり、中国の許可を受けるべきいわれなどない」「この主権放棄だけは必ず撤回しなければならない」「中国から経済報復を受けることを恐れて極度に顔色をうかがっているのだ。中国が経済報復をすれば中国国内でも必ず損害が発生する。経済報復を恐れて主権を譲り渡してしまえば、次は屈従段階に入る」と猛反発している。
中国が高圧的態度でこのような措置を取るのは、「大国（中国）は小国（韓国）をのぞき見してもかまわないが、小国は大国をのぞき見してはならない」という中華思想の発露という指摘があり、2017年に中国は、THAADの慶尚北道星州郡配備に先立ち、韓国に対して「小国が大国に対抗してもよいのか? 配備されれば断交水準の苦痛を覚悟すべきだろう」と韓国を脅している。韓国のTHAADの探知距離は800キロしかないが、日本の京都府と青森県に配備されているAN/TPY-2レーダーの探知距離は4000キロであり、中国の大部分を探知しており、中国は日本の京都府と青森県に配備されているAN/TPY-2レーダーが朝鮮半島を越えて、中国内陸部まで監視していることは、沈黙しながらも、韓国のTHAAD配備のみ強く反対し、限韓令を発動している。
- 2016年7月8日 アメリカと韓国は、在韓米軍にTHAADミサイルの配備を決定。配備に対し中国は「強烈な不満と断固たる反対」の意思を表明し[55]、対抗措置として反韓政策の禁韓令が採られるようになった[56]。
- 2017年2月 中国政府が庇護していた金正日の長男・金正男がマレーシアで暗殺される。
- 2017年4月3日 『人民日報』は「韓国のTHAAD配備が引き起こす混乱がおさまらない状態で日本まで続いている」としながらも、「日本のTHAAD配備は、韓国とは性質が違う」と報じ、『人民日報』のインタビューで中華人民共和国外交部傘下の外交学院の周永生教授は、「日本は自発的にTHAADを導入するものであり、実際に日本の自衛隊の軍事防衛能力を高めようとするもの」「日本のTHAADは防御のための盾」と述べており、韓国のTHAAD配備には強く反対し、経済的報復をする一方で、日本のTHAAD配備は認めるというダブルスタンダードを取る[57]。
- 2017年4月6日 ドナルド・トランプアメリカ合衆国大統領は中国の習近平国家主席（党総書記）と行った米中首脳会談で交わした対話の内容をウォール・ストリート・ジャーナルのインタビューで話し、習近平が「韓国が中国の一部だった」と発言したことを明らかにし、トランプは「習近平主席が中国と朝鮮半島の歴史について話した。数千年の歴史と数多くの戦争について。韓国は実は中国の一部だった」「韓国は実際に中国の一部だった（Korea actually used to be a part of China）」「習主席から中国と韓国の歴史について聞いた。北朝鮮ではなく韓半島全体の話だった。（中国と韓国には） 数千年の歳月の間、多くの戦争があった」と述べて韓国政府が反発した[58][59][60][61]。これについて、ファン・ギョンムン南カリフォルニア大学教授は「韓国が中国の属国だったという認識は中国本土ではいくらか信頼を得ている」と指摘しており[62]、東亜日報は「紀元前に漢が韓半島北部に漢四郡を設置した時や13世紀の元の拡張期を挙げることはできるだろうが、いずれも韓国が中国に完全に従属したと見るには無理がある」と反論している[63]。
- 2017年4月14日 中国国際航空は、2008年から週3便体制で運航してきた北京 - 平壌線を利用客の減少を理由に同月17日から停止することを表明[64]。
- 2017年5月4日 北朝鮮の労働新聞は「朝中親善がどれだけ大事でも命のような核と交換してまで乞う我々ではない」と異例の名指しで中国を批判する個人名義論評を掲載し、中国の環球時報も中朝友好協力相互援助条約の見直しを主張して応酬[65]。
- 2017年9月3日 中国は北朝鮮からの留学生の受け入れを中止し、国内の北朝鮮留学生を監視して大学の研究室などへの出入りを禁止したと報じられる[66]。北朝鮮の科学者は論文発表の9割近くが共同研究であり、そのうち80.9%を中国人科学者が占める[67]ことから中国は科学技術の流出を懸念したとされる[66]。
- 2017年9月7日 中国共産党の機関紙『人民日報』傘下の『環球時報』は、韓国政府のTHAAD追加配備に対する社説にて「THAADは北朝鮮の核のように地域安定を害する『悪性腫瘍』になるだろう」「THAAD配備を支持する韓国の保守主義者はキムチばかり食べて、間抜け（糊塗)になったのか」「THAAD配備完了の瞬間、韓国は北朝鮮の核開発と大国間の勢力争いの中を漂う浮草になる」「韓国は寺や教会が多いのだから、その中で祈ってろ」と韓国を揶揄した[68][69][70]。暴言社説だと韓国側から抗議を受けたが、該当社説の見出しだけ変更して、他はそのまま再掲載したことが同月9日に韓国メディアの『中央日報』によって確認されている[68]。
- 2017年9月23日 中国人民銀行が北朝鮮の個人や企業の取引停止を中国の五大銀行に指示したことが報じられる[71]。
- 2017年9月28日 米中協議[72][73]で可決してきた北朝鮮の核実験に対する国際連合安全保障理事会の制裁決議に基づき、北朝鮮人の雇用に罰金を科すことや強制送還も行うことが通達され[74]、中国商務省と国家工商総局は、中国国内で北朝鮮が設立した合弁企業などを閉鎖する措置を決定[75]。これにより貴重な外貨獲得源だった世界に約130店ある北朝鮮の食堂事業のうち中国にある100店が閉鎖されることになり[76]、中国にあった世界最大の北朝鮮レストランも閉館した[77]。
- 2017年10月2日 - 2016年4月に南シナ海問題を巡る対立で香港への寄港を中国政府から拒否されていた原子力空母ロナルド・レーガンが3年ぶりに香港寄港を認められ、北朝鮮を牽制した[78]。寄港中には第七艦隊司令官と中国人民解放軍幹部の会談も調整され[78]、空母レーガンは米軍が戦略兵器を集結させてる朝鮮半島に向かって大規模な合同軍事演習を行った[79]。
- 2017年11月17日 中国共産党第十九回全国代表大会の報告を目的に習近平総書記の特使として中国共産党中央対外連絡部部長の宋濤が訪朝。朝鮮労働党副委員長の崔竜海との会談が行われた[80]ものの、金正恩との会談は明らかにされなかった[81]。
- 2017年12月12日 レックス・ティラーソンアメリカ合衆国国務長官は金正恩体制崩壊や米朝戦争のような朝鮮半島有事を想定した核の確保と難民対策や38度線を越えた米軍の撤退など具体的対応を中国と協議してることを初めて表明した[82][83][84]。同時期、中国による中朝国境での難民収容所の建設[85]と中朝友誼橋の一時閉鎖[86]、放射線対策や国境統制の強化が伝えられ[87]、実施された中国軍30万人の軍事演習も韓国語の学習から北朝鮮を占領する訓練と報じられた[88]。
- 2017年12月13日 韓国の文在寅大統領が中国を公式訪問して大統領では初めて重慶の大韓民国臨時政府の跡地[89]にも訪れた。国賓であったが、同年に訪中したフィリピンのドゥテルテ大統領やアメリカのトランプ大統領への厚遇と比較して、冷遇されたと報じられた[90]。
- 2017年12月15日 北京大学で講演した文在寅大統領は、「韓国も小さな国ではありますが、その夢（中国の夢）を共にします」「中国の夢が中国のみの夢でなく、アジア、ひいては全人類が共に夢見るものとなることを望みます。韓国もその夢を共有するでしょう」と語り、中国を「大きな峰」と称え、韓国を「小さな国」と頻繁に強調したが[91]、『朝鮮日報』は、中国政府からぞんざいに扱われ、意図的な冷たい仕打ちを受けているのに、自らを卑下していると批判しており[51][52]、鈴置高史は「覇権主義を隠さなくなった中国におべっかを使ったのです」と評している[92]。
- 2017年12月22日 中国と米国の協議[93]により領海での制裁違反の可能性がある船舶に対する臨検及び拿捕などの義務化や石油精製品輸出の9割を削減して新たな核実験とミサイル発射があればさらに北朝鮮への石油供給制限も行うとする表現などを初めて記載した国連安保理決議が全会一致で採択された[93]。
- 2018年3月12日、韓国の鄭義溶国家安全保障室長が訪中して米朝首脳会談に向けた交渉での習近平総書記の果たした重要な役割に対する文大統領からの謝意を伝えた際[94]、座席配置が「皇帝式接見」として韓国で再び物議を醸した[95]。
- 2018年3月25日 金正恩は最高指導者就任後初の外遊として中国を訪れて習近平総書記と最高指導者就任後初の外国との首脳会談を行い、訪中を「命のように大事な朝中親善を引き継ぐ私の崇高な義務」と演説[96][97]、北朝鮮国内で金正恩が現地指導で部下にメモを取らせる姿と対照的[98][99]な習近平総書記の発言をメモに書き留める金正恩の姿は記録映画から削除されていた[100]。
- 2018年4月13日 公演を行う中国芸術団とともに中国共産党中央対外連絡部部長の宋濤が訪朝。異例である2度の会談を金正恩と行った[101]。
- 2018年4月24日 黄海北道で中国人観光客が犠牲になった交通事故を受けて金正恩が中国大使館と負傷者を治療してる病院を訪問し、負傷者などを乗せた特別列車を編成させて被害者に見舞金も送金するなど北朝鮮国内の事故を公表して最高指導者自らが謝罪する異例の対応を行い[102]、責任者は銃殺刑に処される[103]。
- 2018年5月2日 中国外相として11年ぶりに訪朝した王毅が金正恩と会談を行った[104]。
- 2018年5月7日 初めて航空機を外遊に利用して金正恩が中国の大連を訪れて習近平総書記と会談を行った[105][106]。朝鮮中央放送で中国の習近平総書記に面会した金与正が韓国の文大統領に直立で握手した時と対照的な2度も90度近くお辞儀した姿が報じられたことが話題となる[107][108]。
- 2018年6月10日 米朝首脳会談のため、金正恩が中国国際航空の政府専用機を利用してシンガポールを訪問[109]。
- 2018年6月13日 米朝首脳会談から金正恩は中国機で平壌に帰国[110]。
- 2018年6月15日 習近平総書記の誕生日への祝電を金正恩が花籠とともに5年ぶりにおくり、「血で結ばれた朝中友好をこの上なく大切に思う」と述べる[111]。
- 2018年6月19日 金正恩は三度目の中国訪問を行い、習近平総書記を「偉大な領袖」「偉大な指導者」と称え[112][113]、「中朝は一つの家族同然であり、古今東西に例のない関係」と演説[114]。
- 2018年7月27日 休戦協定締結65周年で金正恩は朝鮮戦争で戦死した毛沢東の長男である毛岸英の墓を訪れ、「中朝は地理的に近いだけでなく、互いの血と命を捧げて結ばれた例のない特別な関係」と述べた[115]。
- 2018年9月9日 北朝鮮の建国70周年記念行事で従来披露されてきた大陸間弾道ロケット(ICBM)が登場せず、経済建設が強調され、隣で閲兵する中国序列3位の栗戦書全国人民代表大会常務委員長と手を取り合って歓声に応え、栗戦書らとの会談で中国から非核化と経済重視の新戦略路線が評価された金正恩は中国の経験に倣って経済発展を推し進めると応じ[116][117]、5年ぶりに行われたマスゲームも中朝友好が演出されて栗戦書と金正恩が肩を並べて観覧した[118]。
- 2019年1月8日 金正恩が妻の李雪主や実妹の金与正らを伴って中国を訪問。金正恩の35歳の誕生日でもあったため、祝宴も行われた[119]。
- 2019年6月19日 北朝鮮の労働新聞に習近平が寄稿して金正恩の経済建設路線を支持[120]。
- 2019年6月20日-21日 中国の指導者としては14年ぶりに習近平が訪朝[121]。
- 2020年1月31日 この日を境に北朝鮮側が中朝国境を閉鎖。新型コロナウイルス感染症拡大防止が目的。このため同年の貿易量が激減[122]。
- 2021年3月23日 金正恩と習近平が口頭親書交換（北朝鮮メディアが報じる）[123][124]。